# Motore Renault RS
La serie Renault RS è una famiglia di motori da corsa per la Formula 1 aspirati, progettati, sviluppati e prodotti congiuntamente da Mecachrome e Renault Sport per l'uso in Formula 1. Questi motori sono stati utilizzati da Arrows, BAR, Williams, Ligier, Lotus, Caterham, Benetton, Renault e Red Bull dal 1989 al 2013. I motori erano disponibili sia nella configurazione V10 originale che in quella successiva V8, e la cilindrata variava da 2.4 litri a 3.5 litri nel corso degli anni. Le potenze variavano; dai 650 CV (480 kW) a 12.500 giri/min, fino a oltre 900 CV (670 kW) a 19.000 giri/min nelle versioni successive. Il motore V8 RS26 da 2.4 litri, utilizzato nel 2006, è uno dei motori di Formula 1 con i regimi più alti della storia, con 20.500 giri/min. Tra il 1998 e il 2000, i motori RS9 furono marchiati Mecachrome, Supertec e Playlife.

## Specifiche tecniche

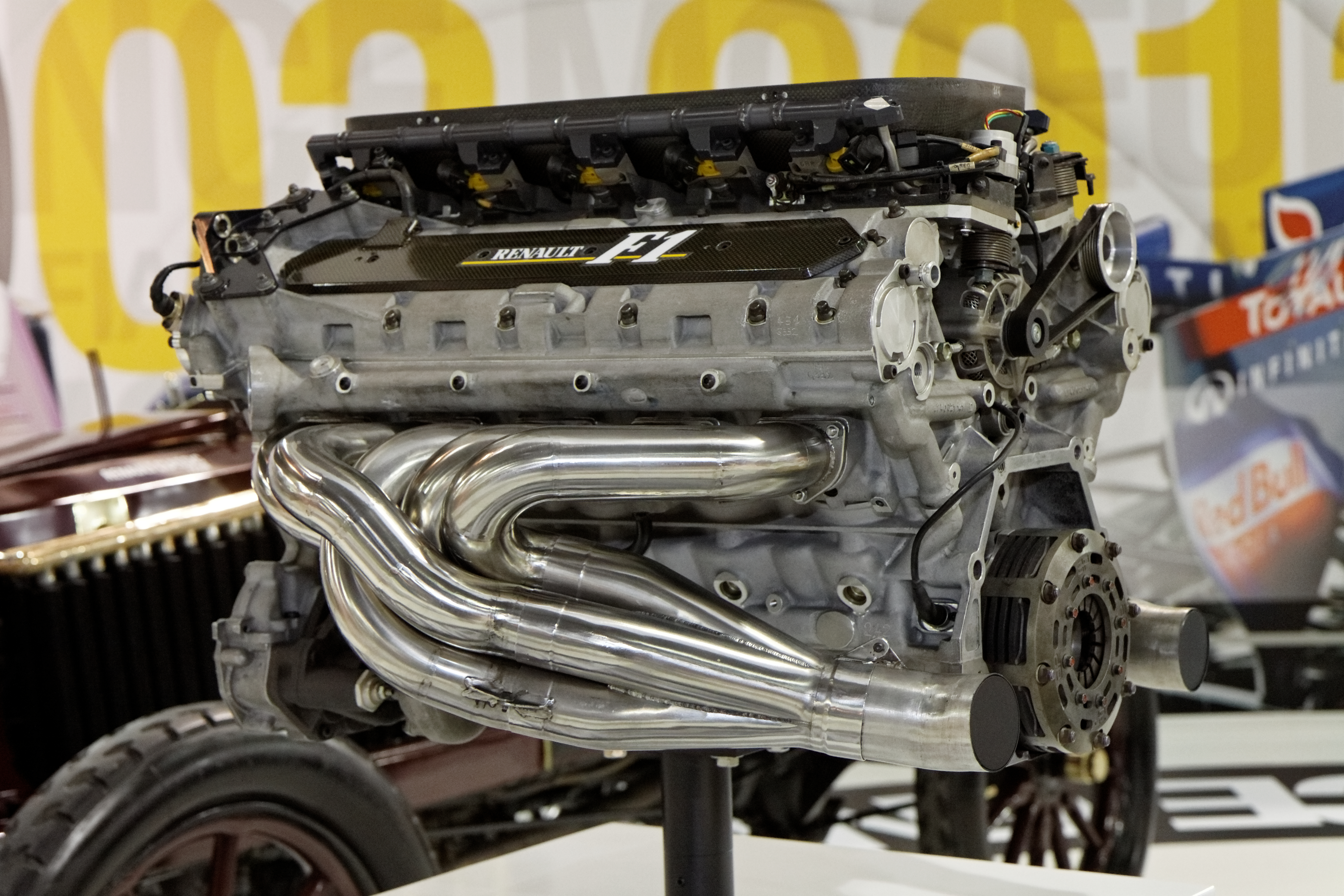
Motore Renault RS2 3.5 V10 (1990).

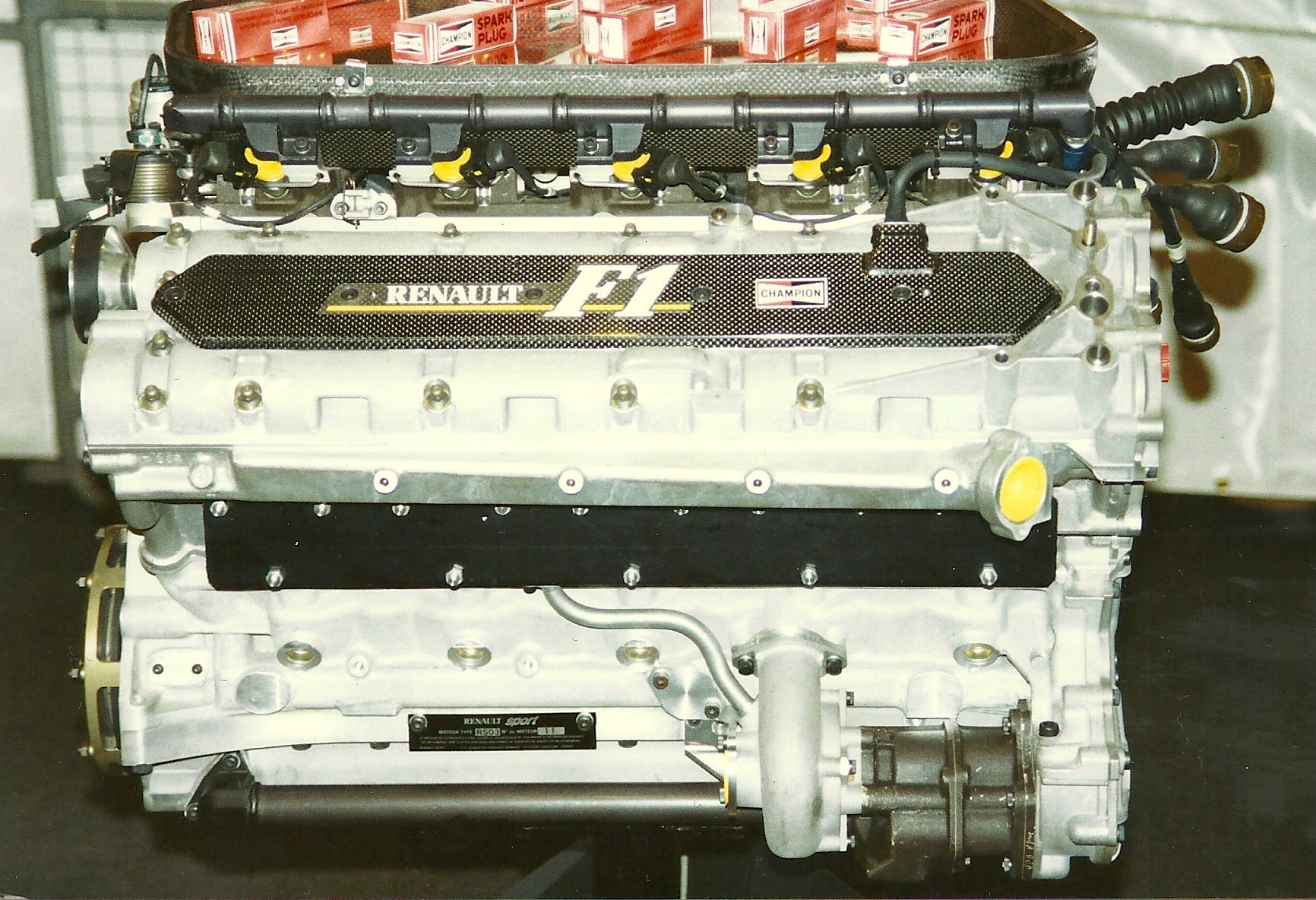
Motore Renault RS3 3.5 V10; utilizzato nella Williams FW14 (1991–1992).

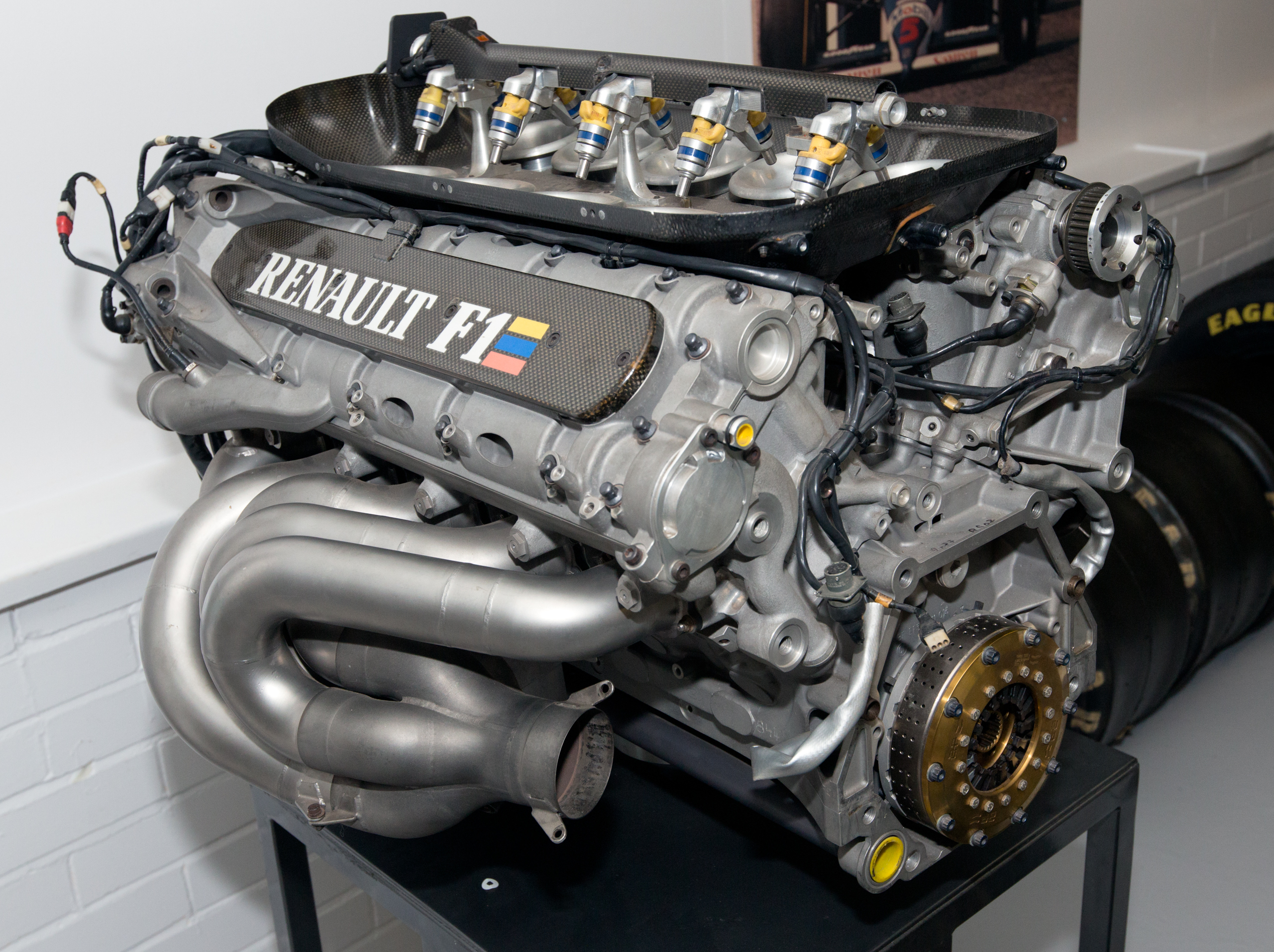
Motore Renault RS7 3.0 V10 del 1995; utilizzato in Williams FW17 e Benetton B195.

### Motori V10 aspirati
| Nome del motore                           | Angolo di inclinazione (°) | Configurazione | Cilindrata (litri) | Aspirazione | Potenza                             | Anno | Vittorie                                                                                           |
| ----------------------------------------- | -------------------------- | -------------- | ------------------ | ----------- | ----------------------------------- | ---- | -------------------------------------------------------------------------------------------------- |
| RS1                                       | 67                         | V10            | 3.5                | Aspirato    | 650 CV a 12.500 giri/min            | 1989 | n/d                                                                                                |
| RS2                                       | 67                         | V10            | 3.5                | Aspirato    | 660 CV a 12.800 giri/min            | 1990 | n/d                                                                                                |
| RS3                                       | 67                         | V10            | 3.5                | Aspirato    | 700 CV a 12.500 giri/min            | 1991 | n/d                                                                                                |
| RS4                                       | 67                         | V10            | 3.5                | Aspirato    | 750 CV a 13.000 giri/min            | 1992 | Nigel Mansell (campionato mondiale piloti) Williams-Renault (campionato mondiale costruttori)      |

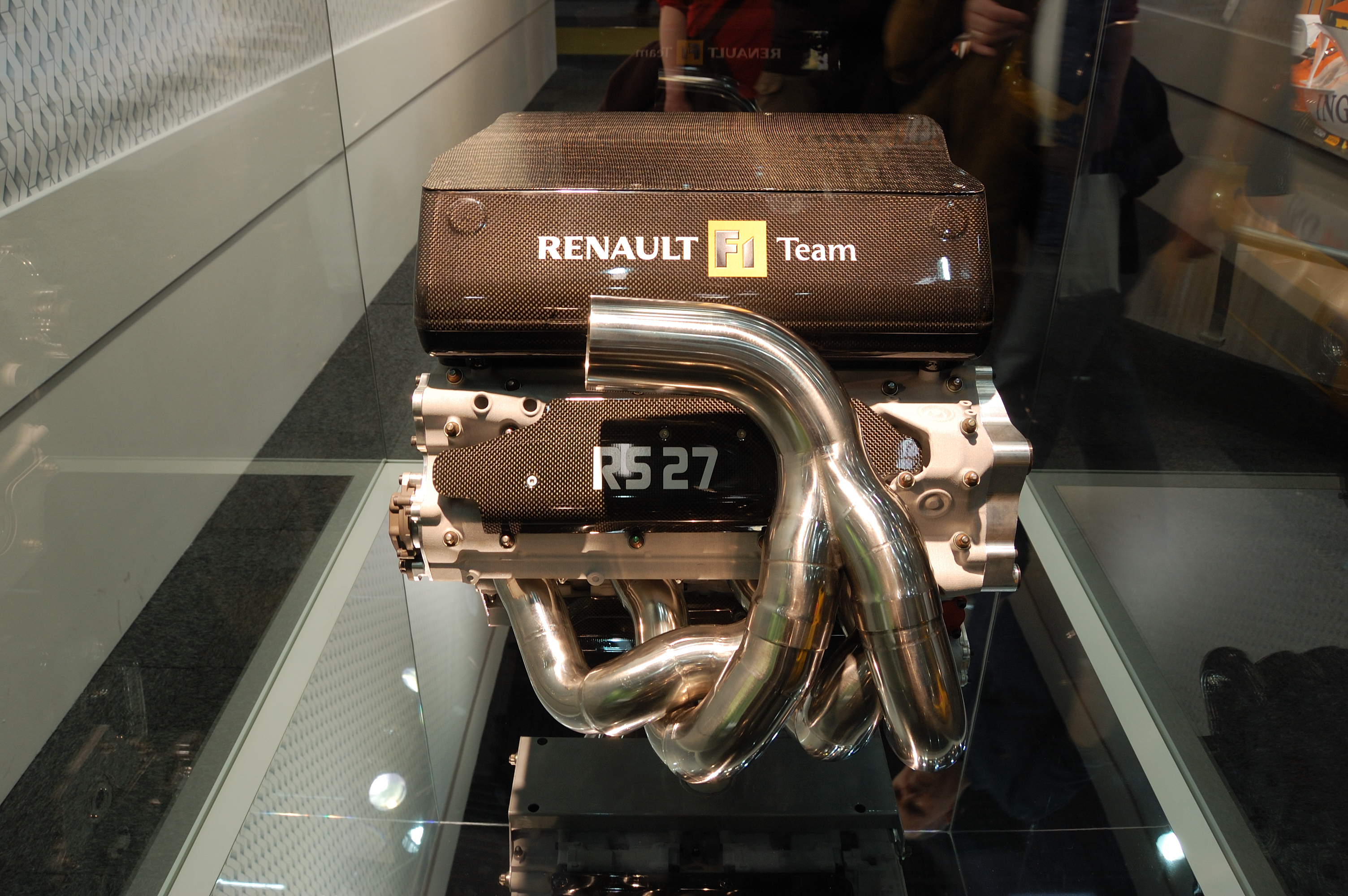
Renault RS27

| RS5                                       | 67                         | V10            | 3.5                | Aspirato    | 760-780 CV a 13.800 giri/min        | 1993 | Alain Prost (campionato mondiale piloti) Williams-Renault (campionato mondiale costruttori)        |
| RS6/RS6B/RS6C                             | 67                         | V10            | 3.5                | Aspirato    | 790-830 CV a 14.300 giri/min        | 1994 | Williams-Renault (campionato mondiale costruttori)                                                 |
| RS7                                       | 67                         | V10            | 3.0                | Aspirato    | 675-700 CV a 15.200-15.600 giri/min | 1995 | Michael Schumacher (campionato mondiale piloti) Benetton-Renault (campionato mondiale costruttori) |
| RS8                                       | 67                         | V10            | 3.0                | Aspirato    | 700-760 CV a 14.500-16.000 giri/min | 1996 | Damon Hill (campionato del mondo piloti) Williams-Renault (campionato mondiale costruttori)        |
| RS9                                       | 71                         | V10            | 3.0                | Aspirato    | 730-760 CV a 14.600-16.000 giri/min | 1997 | Jacques Villeneuve (campionato mondiale piloti) Williams-Renault (campionato mondiale costruttori) |
| Mecachrome/Playlife GC37-01 (Renault RS9) | 71                         | V10            | 3.0                | Aspirato    | 750-775 CV a 14.000-15.600 giri/min | 1998 | N/A                                                                                                |
| Supertec/Playlife FB01 (Renault RS9)      | 71                         | V10            | 3.0                | Aspirato    | 750-780 CV a 14.000-15.800 giri/min | 1999 | N/A                                                                                                |
| Supertec/Playlife FB02 (Renault RS9)      | 71                         | V10            | 3.0                | Aspirato    | 780 CV a 15.800 giri/min            | 2000 | N/A                                                                                                |
| RS21                                      | 111                        | V10            | 3.0                | Aspirato    | 780 CV a 17.400 giri/min            | 2001 | N/A                                                                                                |
| RS22                                      | 111                        | V10            | 3.0                | Aspirato    | 825 CV a 17.500 giri/min            | 2002 | N/A                                                                                                |
| RS23                                      | 111                        | V10            | 3.0                | Aspirato    | 830-850 CV a 18.000 giri/min        | 2003 | N/A                                                                                                |
| RS24                                      | 72                         | V10            | 3.0                | Aspirato    | 880-900 CV a 19.000 giri/min        | 2004 | N/A                                                                                                |
| RS25                                      | 72                         | V10            | 3.0                | Aspirato    | 900+ CV a 19.000 giri/min           | 2005 | Fernando Alonso (campionato mondiale piloti) Renault (campionato mondiale costruttori)             |

### Motori V8 aspirati
| Nome del motore | Angolo di inclinazione (°) | Configurazione | Cilindrata (litri) | Aspirazione | Potenza                     | Anno | Vittorie                                                                                         |
| --------------- | -------------------------- | -------------- | ------------------ | ----------- | --------------------------- | ---- | ------------------------------------------------------------------------------------------------ |
| RS26            | 90                         | V8             | 2.4                | Aspirato    | 775-800 CV a 20500 giri/min | 2006 | Fernando Alonso (campionato mondiale piloti) Renault (campionato mondiale costruttori)           |
| RS27            | 90                         | V8             | 2.4                | Aspirato    | 770 CV a 19000 giri/min     | 2007 | N / A                                                                                            |
| RS27            | 90                         | V8             | 2.4                | Aspirato    | >770 CV a 19000 giri/min    | 2008 | N / A                                                                                            |
| RS27            | 90                         | V8             | 2.4                | Aspirato    | >750 CV a 18.000 giri       | 2009 | N / A                                                                                            |
| RS27            | 90                         | V8             | 2.4                | Aspirato    | >750 CV a 18000 giri/min    | 2010 | Sebastian Vettel (campionato mondiale piloti) Red Bull-Renault (campionato mondiale costruttori) |
| RS27            | 90                         | V8             | 2.4                | Aspirato    | >750 CV a 18000 giri/min    | 2011 | Sebastian Vettel (campionato mondiale piloti) Red Bull-Renault (campionato mondiale costruttori) |
| RS27            | 90                         | V8             | 2.4                | Aspirato    | >750 CV a 18.000 giri/min   | 2012 | Sebastian Vettel (campionato mondiale piloti) Red Bull-Renault (campionato mondiale costruttori) |
| RS27            | 90                         | V8             | 2.4                | Aspirato    | >750 CV a 18000 giri/min    | 2013 | Sebastian Vettel (campionato mondiale piloti) Red Bull-Renault (campionato mondiale costruttori) |

## Applicazioni
- Williams FW12C
- Williams FW13
- Williams FW14
- Williams FW14B
- Williams FW15C
- Williams FW16
- Williams FW17
- Williams FW18
- Williams FW19
- Williams FW20
- Williams FW21

- Benetton B195
- Benetton B196
- Benetton B197
- Benetton B198
- Benetton B199
- Benetton B200
- Benetton B201
- Renault R202
- Renault R23
- Renault R24
- Renault R25

- Renault R26
- Renault R27
- Renault R28
- Renault R29
- Renault R30
- Renault R31
- Lotus T128
- Lotus E20
- Lotus E21
- Red Bull RB3
- Red Bull RB4

- Red Bull RB5
- Red Bull RB6
- Red Bull RB7
- Red Bull RB8
- Red Bull RB9
- Ligier JS37
- Ligier JS39
- Arrows A21
- BAR 01
- Caterham CT01
- Caterham CT03

## Risultati del motore Renault RS in Formula 1
- 12 campionati mondiali costruttori.
- 11 campionati mondiali piloti.
- 149 gare vinte.
- 160 pole position.
- 409 podi.